# Sunnersbol
Sunnersbol är en bebyggelse vid länsväg 288 i Stavby socken i Uppsala kommun. Mellan 2015 och 2020 avgränsade SCB här en småort.